# HD 89343
HD 89343，又名BD+69 568，SAO 15147、HR 4047，是一颗恒星，视星等为5.96，位于銀經140.5，銀緯42.89，其B1900.0坐标为赤經10h 13m 26.1s，赤緯+69° 42.89′ 1″。